# Yoshihiro Uchimura
Yoshihiro Uchimura (jap. 内村 圭宏 Uchimura Yoshihiro; ur. 24 sierpnia 1984) – japoński piłkarz występujący na pozycji napastnika. Obecnie występuje w Hokkaido Consadole Sapporo.

## Kariera klubowa
Od 2003 roku występował w klubach Oita Trinita, Ehime FC i Hokkaido Consadole Sapporo.